# Одноелектронне наближення
Одноелектронне наближення — наближений метод знаходження хвильових функцій та енергетичних станів квантової системи із багатьма електронами.
В основі одноелектронного наближення лежить припущення, що квантову систему можна описати, як систему окремих електронів, що рухаються в усередненому потенціальному полі, яке враховує взаємодію як з ядрами атомів, так і з іншими електронами.
Хвильова функція багатоелектронної системи в одноелектронному наближенні вибирається у вигляді детермінанта Слейтера певного набору функцій, що залежать від координат однієї частинки. Ці функції є власними функціями одноелектронного гамільтоніану із усередненим потенціалом.
В ідеалі потенціал, у якому рухаються електрони повинен бути самоузгодженим. Щоб досягнути цієї мети використовують ітераційну процедуру, наприклад, метод Гартрі — Фока. Проте часто систему описують модельним потенціалом.

## Числа заповнення
Одноелектронний гамільтоніан у загальному випадку має вигляд
{\displaystyle {\hat {H}}=-{\frac {\hbar ^{2}}{2m}}\Delta +V(\mathbf {r} )},
де {\displaystyle V(\mathbf {r} )} — усереднений потенціал.
Спектр хвильових функцій цього гамільтоніана визначається розв'язками рівняння
{\displaystyle {\hat {H}}\psi _{i}=E_{i}\psi _{i}},
де i — індекс, що нумерує ці функції. Число власних функцій гамільтоніана незліченне. Для побудови хвильової функції багатоелектронної системи з N електронами можна вибрати N будь-яких або ж N суперпозиції цих функцій, проте з огляду на принцип виключення Паулі усі вони повинні бути різними.
Основному стану квантової системи відповідає набір із N функцій, для яких одноелектронні енергії {\displaystyle E_{i}} — найменші.
Повна енергія основного стану системи визначається сумою одноелектронних енергій
{\displaystyle E=\sum _{i=1}^{N}E_{i}}
Хвильова функція багатоелектронної системи конструюється із хвильових функцій {\displaystyle \psi _{i}} із врахуванням вимоги антисиметричності щодо перестановок. Здебільшого це робиться з використанням детермінанту Слейтера. Використовуючи оператори народження цю хвильову функцію можна подати у вигляді
{\displaystyle \psi ={\hat {a}}_{1}^{\dagger }{\hat {a}}_{2}^{\dagger }\ldots {\hat {a}}_{N}^{\dagger }|0\rangle }
Хвильову функцію збудженого стану можна побудувати, вибравши замість однієї з власних функцій одноелектронного гамільтоніана з найменшою енергією будь-яку іншу функцію.
Загалом, якщо вибрати довільний набір одноелектронних хвильових функцій, то хвильову функцію багатоелектронної системи можна характеризувати набором індексів одноелектронних функцій:
{\displaystyle |i_{1},i_{2},\ldots ,i_{n}\rangle }, або ж вважати, що деякі з одноелектронних станів заповнені, а деякі ні. Присвоюючи заповненим станам число 1, а незаповненими — 0, можна побудувати нескінченний ланцюжок одиниць і нулів, який характеризує стан багатоелектронної системи. Такий ланцюжок називається поданням чисел заповнення.
У статистичній фізиці хвильова функція багатоелектронної системи не може бути визначена точно. Стан системи змішаний й описується матрицею густини, яка задовольняє розподілу Фермі-Дірака.

## Значення
Одноелектронне наближення широко використовується в квантовій хімії й теорії твердого тіла. Зокрема, на ньому ґрунтується зонна теорія.